# Compostellanum
Compostellanum. Sección de Estudios Jacobeos (o Compostellanum. Sección de Ciencias Eclesiásticas) es una revista católica en castellano, fundada por el cardenal Fernando Quiroga Palacios, publicada en Santiago de Compostela desde 1956, de periodicidad trimestral.

## Descripción
Único órgano del Instituto de Estudios Jacobeos y del Instituto Teológico Compostelano. Comienza a publicarse en 1956 y publica al año cuatro volúmenes; dos de investigación teológica (Sección de Ciencias Eclesiásticas) y dos de estudios históricos (Sección de Estudios Jacobeos), preferentemente sobre el tema de Santiago en la historia. Trata temas como la peregrinación cristiana, la iglesia católica, la religión o la arquitectura religiosa. El primer número de la revista fue publicado en el primero trimestre de 1956, bajo la dirección del profesor Manuel Rey Martínez.

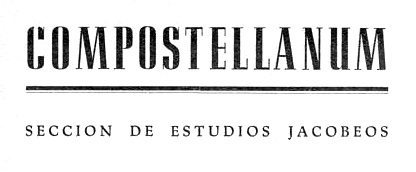
Compostellanum alterna temática, equipo de redacción (y cabecera).

Esta revista fue fundada por el incluso creador del centro, el cardenal Fernando Quiroga Palacios, lo cual dijo explícitamente en el número 1 de la publicación que «la revista quería ser un vehículo portador de las inquietudes y de los trabajos e investigaciones de los profesores de nuestro seminario y de otros estudosos, sacerdotes y segrares, en el que se refiere a las ciencias sagradas y a las profanas, en cuanto con aquellas se relacionan».
Se trata de una publicación que mantuvo vivo el estudio y espíritu del fenómeno jacobeo nos últimos 50 años. En ella, se publicaron trabajos de grano calado científico sobre las investigaciones torno el sepulcro de Santiago. Muchos de estos trabajos aún son una referencia obligada para los estudiosos del fenómeno jacobeo.